# Wimbach
Wimbach település Németországban, Rajna-vidék-Pfalz tartományban. Lakosainak száma 431 fő (2023. december 31.).

## Népesség
A település népességének változása:
| Lakosok száma | 379  | 447  | 449  | 443  | 445  | 444  | 431  |
|               | 1975 | 2010 | 2017 | 2019 | 2021 | 2022 | 2023 |